# 蒙特卡斯特盧 (聖卡塔琳娜州)
蒙特卡斯特盧（葡萄牙語：Monte Castelo），是巴西的城鎮，位於該國南部，由聖卡塔琳娜州負責管轄，始建於1962年5月15日，面積562平方公里，海拔高度820米，2010年人口8,348，人口密度每平方公里14.86人。